# Серотонин (роман)
«Серотонин» (фр. Sérotonine) — роман французского писателя Мишеля Уэльбека, опубликованный в январе 2019 года.

## Сюжет
Главный герой — Флоран-Клод Лабруст, депрессивный ученый-агроном, который живёт в парижском многоквартирном доме — башне Тотем. Он ездит в Нормандию, чтобы продвигать французские сыры. Он полон сочувствия тяжелому положению местных фермеров, однако бессилен помочь им в сохранении своих традиционных методов производства.
После просмотра документального фильма о людях, которые решили исчезнуть из своей жизни, никому ничего не сказав, Лабруст внезапно бросает свою молодую японскую девушку, бросает под ложным предлогом работу в Министерстве сельского хозяйства и бежит в сетевой отель на другом конце Парижа. Врач прописывает ему антидепрессанты нового поколения, чтобы повысить уровень серотонина (отсюда и название романа). Хотя лекарство и притупляет его либидо, Лабруст возвращается в Нормандию в поисках бывших любовниц. Там он навещает старого друга Эмерика, разведённого землевладельца-аристократа с суицидальными наклонностями.
В кульминации романа крестьяне, вооруженные автоматами, блокируют автомагистраль. Эмерик находится среди них и стреляет в себя, что приводит к столкновению с силами правопорядка, в котором погибают ещё 10 человек.
Позже Лабруст начинает тайно наблюдать за любовью всей его жизни, Камиллой, у которой есть сын от другого мужчины. Изначально он намеревался убить ребёнка, взяв одну из снайперских винтовок Эмерика, чтобы вернуть её любовь, но затем он обнаруживает, что не может пройти через это.
Наконец, Лабруст возвращается в Париж, размышляя о том, чтобы выйти в окно.

## Тематика
Роман рассказывает о французских фермерах, которые борются за выживание перед лицом глобализации, агробизнеса и политики Европейского союза. Он предвидел многие опасения движения «желтых жилетов», которое начало протестовать во Франции в конце 2018 года. Написанный до того, как протестующие начали блокировать дороги в реальной жизни, «Серотонин» вскоре присоединился к предыдущим романам Уэльбека «Платформа» и «Покорность», которые критики назвали устрашающе пророческими.
Как и во многих работах Уэльбека, главный герой — отчужденный мужчина средних лет. Общее настроение романа — это духовный и моральный упадок и социальный кризис на закате Европы.

## Оценка
- «Libération»: «„Серотонин“ не самый ошеломляющий и не самый смешной из романов Уэльбека, зато один из самых пронзительных»[7].

#### Рецензии
- Уэльбек на дне. Рецензия на новый роман Мишеля Уэльбека «Серотонин».
- Галина Юзефович. «Серотонин» Мишеля Уэльбека — лучший роман автора за последние 20 лет.